# Fieldy’s Dreams
A Fieldy’s Dream a Korn basszusgitárosának, Reginald Arvizunak a mellékprojektje. A debütáló albuma 2002-ben jelent meg, egy rap stílusú album, a Rock ’n Roll Gangster. Azóta Fieldy átnevezte a projektet Fieldy’s Nightmare-re, ám ezzel a névvel még nem adott ki albumot.

## Története

### Fieldy's Dreams
Fieldy az 1999-es Issues című Korn album, Fieldy azt mondta, hogy a Korn többi tagja nem értékeli eléggé az ő nyitottságát a hiphop felé, ezért csinál egy mellékprojektet, amibe senkinek nem lesz beleszólása, azt csinál, amit ő jónak lát, és elkezdett dolgozni a Fieldy's Dreams névre keresztelt projekten. 
Az első, és eddig egyetlen CD 2002. január 22-én jelent meg, Rock 'n Roll Gangster névvel. Ez összes dalnak a témáját és a szövegét is Reginald Arvizu írta, igaz néhol besegített Polar Bear, az Infinite Masstól. Az album rap, azon belül is gangsta rap stílusú lett. Egy számba, a Just for Now-ba még Jonathan Davis, a Korn énekese is besegített.A korong azonban soha nem ért el nagy sikereket.

### Fieldy's Nightmare
Fieldy átkeresztelte a Fieldy's Dream-et, Fieldy's Nightmare-re, azaz a Fieldy Álmaiból, Fieldy Rémálma lett. Azt mondta, még 2008-ban meg fog jelenni a Sobriety című album, ám erre a mai napig várunk. Fieldy elmondása szerint ez egy instrumentális album lesz /ha elkészül/, ami funk és fúziós jazz elemeket fog keverni.

## Tagok
- Reginald Arvizu "Fieldy"

Fieldy az egyetlen állandó tag.

## Diszkográfia
- 2002: Rock 'n Roll Gangster